# Trofej MOO-a
Nagrada MOO-a nagrada je Međunarodnog olimpijskog odbora 
koja je dodjeljuje pojedincim iz nacionalnih olimpijskih odbora svake godine u različitom području. Nagrada se uručuje svake godine na svečanosti Velikog dana hrvatskog športa, koji se održava u čast 17. siječnja, godišnjice primitka Hrvatskog olimpijskog odbora u Međunarodni olimpijski odbor. 

### Dobitnici nagrade
| Godina | Područje                                      | Dobitnici                                               |
| ------ | --------------------------------------------- | ------------------------------------------------------- |
| 1993.  | Šport i okoliš                                | Željko Poljak                                           |
| 1994.  | Stogodišnjice                                 | Antun Vrdoljak                                          |
| 1995.  | Jedinstvo olimpijskog pokreta                 | Slavko Podgorelec                                       |
| 1996.  | Stogodišnjica olimpijskih igara               | Matija Ljubek                                           |
| 1997.  | Šport za sve                                  | Mirko Relac                                             |
| 1998.  | Športska etika                                | Fabjan Čukelj                                           |
| 1999.  | Šport i obrazovanje                           | Vladimir Findak                                         |
| 2000.  | Šport i svestranost                           | Zdravko Hebel                                           |
| 2000.  | Olimpijski ulazak u 21. stoljeće              | Ivica Račan                                             |
| 2003.  | Istaknutost u sportu                          | Vinko Šoljan                                            |
| 2004.  | Sport i mediji                                | Žarko Susić                                             |
| 2005.  | Sport i fair-play                             | Deni Žmak                                               |
| 2006.  | Sport i zajednica                             | Zagrebački športski savez                               |
| 2007.  | Sport i promicanje olimpizma                  | Slavko Goluža                                           |
| 2008.  | Žene i sport                                  | Danira Bilić                                            |
| 2009.  | Sport i borba protiv dopinga                  | Božidar Fučkar                                          |
| 2010.  | Sport - inspiracija mladima                   | Ivano Balić                                             |
| 2011.  | Sport i društvena odgovornost                 | Sportske novosti                                        |
| 2012.  | Sport i okoliš                                | Arhitektonski ured 3LHD                                 |
| 2013.  | 150 godina, Pierre de Coubertin, Škola života | Zdenko Jajčević, postumno                               |
| 2014.  | Olimpijski sport i umjetnost                  | Ante Guberina                                           |
| 2015.  | Sport i inovacije                             | Hrvatski judo savez                                     |
| 2016.  | Nebo je granica                               | Hrvatski olimpijski odbor                               |
| 2017.  | Sport bez granica                             | Županijski savez športova Vukovarsko-srijemske županije |
| 2018.  | Olimpizam na djelu                            | Morana Paliković Gruden                                 |
| 2019.  | Sport i održiva arhitektura                   | Krešimir Ivaniš                                         |